# Liutperga
Liutperga (fl 750 - fl. 793) fue duquesa de Baviera por su matrimonio con Tassilo III, el último duque agilolfingo. Era hija de Desiderio, rey de los lombardos y Ansa.

## Matrimonio
Se casó con Tassilo antes de 770, posiblemente en 763, para confirmar la alianza tradicional entre Lombardía y Baviera. La pareja tuvo cuatro hijos: Teodo, Cotani, Hrodrud y Teodeberto.

## Agencia política
Se ha argumentado que Liutperga estaba resentida con el rey franco Carlomagno. Este argumento se basa tanto en el supuesto repudio de su matrimonio con la hermana de Liutperga, Desiderata, como en su posterior destrucción del Reino de Lombardía y el encarcelamiento de sus padres.
Liutperga desempeñó un papel aparentemente importante en la oposición de su esposo a Carlomagno. Las referencias a Liutperga en los anales francos así lo sugieren. Los Anales de Metz se refieren a ella como la «esposa malvada» de Tassilo y los Anales Reales Francos Revisados mencionan la «insistencia» de Liutperga a su esposo para que impulsara a los ávaros al conflicto con Carlomagno.
También es mencionada en una carta de Freising de 804. La carta señala que un tal "obispo Arbeo" había enfurecido a Tassilo y Liutperga debido a sus estrechas relaciones con los francos y, por lo tanto, le habían quitado iglesias de su posesión.

## Vida posterior
Cuando en 788, su esposo fue depuesto y tonsurado junto con su hijo mayor Teodo, Liutperga está en paradero desconocido. Sin embargo, los anales de Murbach afirman que Carlomagno envió a sus agentes a Baviera en busca de la esposa e hijos de Tassilo. Fue en el juicio de 788 que los Anales Reales Francos describen el papel de Liutperga al incitar a su esposo a conspirar contra los francos. Ese mismo año, su hermano Adalgis, intentó sin éxito recuperar el reino lombardo a través del sur de Italia con ayuda bizantina y posteriormente nunca más se le mencionó.
En 794, cuando Tassilo fue juzgado ante el Concilio de Fráncfort y su dinastía renunció, Liutperga volvió a desaparecer de los registros. Se ha sugerido que esto podría deberse a su fallecimiento.
Aunque en 802-3, años después de ser mencionada por última vez, parece que Carlomagno todavía consideraba la influencia de Liutperga una amenaza, ya que está incluida en sus capitulares como una de las pocas mujeres mencionadas.

## Cáliz de Tassilo

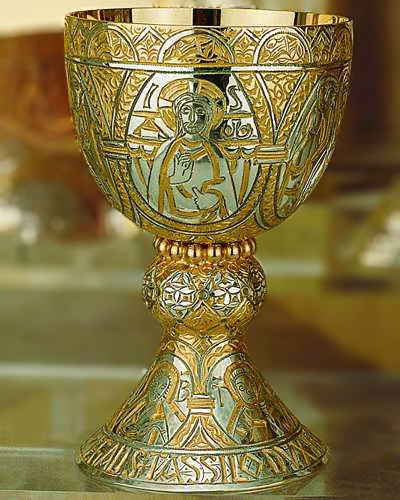
Reproducción c.770x788

Creación de alguien con experiencia en artesanía insular, data entre 770 y 788, fue probablemente un regalo de Liutperga y Tassilo al monasterio de Kremsmünster. Las inscripciones en la base de la copa indican «+ Tassilo Dux fortis + Liutpirc virga regalis». «Virga regalis» se traduce como «la vara/rama real».